# JIP – Papírny Větřní
JIP – Papírny Větřní, a.s. jsou jednou z největších papíren v České republice, nachází se v obci Větřní u Českého Krumlova.

## Historie

### Od založení do 2. světové války

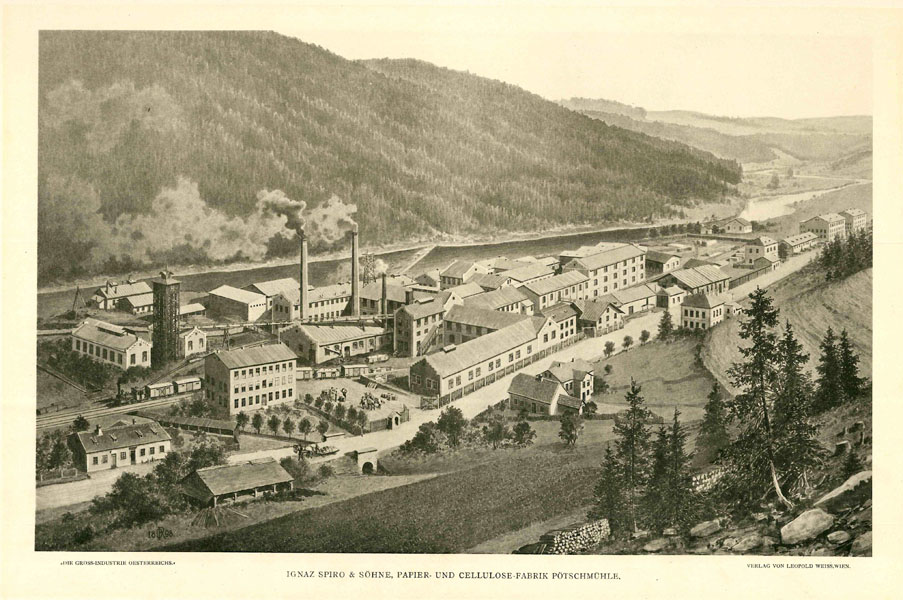
Spirova papírna v roce 1898

Papírnu založil průmyslník Ignác Spiro, když v roce 1867 zakoupil Pečkovský mlýn a přebudoval jej na papírny. Postupně sem přesunul výrobu ze své papírny v Českém Krumlově. Roku 1911 byl vybudován první papírenský stroj na výrobu novinového papíru; ve své době se jednalo o největší a nejmodernější papírenský stroj na světě. V roce 1935 byl postaven stroj pro rotační tisk (tehdy největší stroj svého druhu ve střední Evropě). Po roce 1938 nacisté zabavili majetek rodiny Spiro a v roce 1941 došlo ke sloučení provozu s rakouskou papírnou Steyermühl ve Steyeru. Ke konci války se vlivem válečného hospodářství a neudržování provozu výroba úplně zastavila.

### Období po 2. světové válce
V roce 1945 byla na podnik uvalena národní správa a došlo ke znárodnění. Roku 1946 se papírny staly národním podnikem. Po únorových událostech roku 1948 byla papírna přejmenována na Závod Rudého práva. Roku 1958 byly založeny výrobní jednotky větřínských papíren, které zahrnovaly provozy v Českých Budějovicích, ve Větřní, v Loučovicích, v Táboře, v Přibyslavicích a v Červené Řečici.

#### Oddělení ROTO
Papírenský stroj č. 7 (PS7, tzv. ROTO) byl určen pro výrobu ilustračního a magazínového papíru.

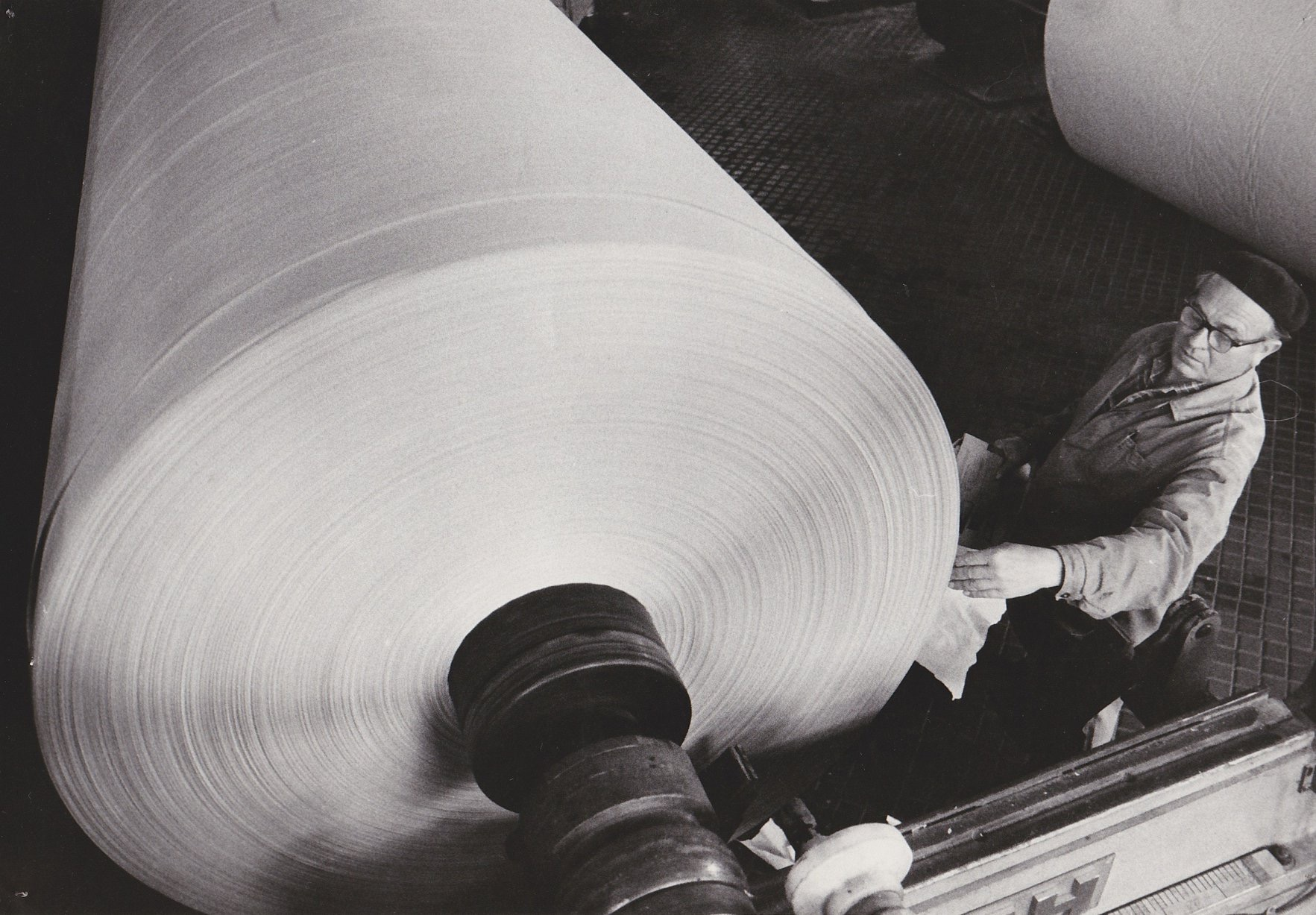
Ukázka výroby rotačního papíru. Na snímku František Bohdal, vedoucí cechu ROTO v letech 1961–1982.

Na počest 30. výročí Vítězného února vyhlásili dělníci a technici v roce 1978 socialistický závazek na překročení výroby zboží o 2,5 milionu korun při úspoře materiálových nákladů v hodnotě 650 tisíc československých korun. Dělníci a technici z oddělení ROTO vedeni Františkem Bohdalem vyrobili navíc 1300 tun papíru pro časopis Květy, což přineslo úsporu 24 milionů devizových korun. Ve stejném roce obdržel kolektiv pracovníků ROTO státní vyznamenání Za zásluhy o výstavbu a František Bohdal obdržel vyznamenání Za vynikající práci.
V osmdesátých letech došlo k etapové modernizaci papírenského stroje č. 7 (ROTO), kdy stoj přešel na řízení počítačem. Řídící systém vyvinul koncern Nokia. Jihočeské papírny zakoupily jeden z prvních výrobků, který řídil varný proces v sulfitové celulózce. Dále došlo k výměně kovových sít za silonová, čímž se trojnásobně zvýšila jejich životnost. Cílem bylo nahradit dovoz magazínového papíru a optimalizovat výrobu. Zvýšila se také čistota vody ve Vltavě. Údolí a město Český Krumlov byly zbaveny zápachu z vypouštěných vod, jenž po desetiletí znepříjemňoval prostředí. František Bohdal, který se na modernizaci jakožto vedoucí cechu ROTO podílel, byl v roce 1982 oceněn státním vyznamenáním Za pracovní věrnost. Oceněn byl za více než 30leté působení v závodu a za zlepšovatelské návrhy, které realizoval v oddělení papírna (zlepšovatelský návrh ve využívání sukoviny, na zlepšení kvality smirkového papíru a na snížení spotřeby vody). V roce 1960 obdržel titul Nejlepší pracovník chemického průmyslu. V cechu papírna František Bohdal působil jako vedoucí v letech 1958–1961. Zmíněné postupy byly v továrně používány i po roce 1989.

#### Oddělení PAPÍRNA
Součástí bylo několik papírenských strojů (PS1, PS4, PS5, PS6, PS8, PS9) vyrábějící především balicí papíry.

### Současnost
Papírny se roku 1990 přetransformovaly do akciové společnosti.
Za první pololetí roku 1997 firma vykázala konsolidovanou ztrátu přes 48 000 000 Kč.
V roce 2010 společnost zaměstnávala přibližně 500 zaměstnanců. Z důvodu nerentability magazínových papírů došlo v témže roce ke změně výrobního programu na PS7 na balicí papíry. V roce 2011 byla ve Větřní zprovozněna linka na zpracování použitého nápojového kartónu.
Dne 17. října 2013 se podnik ocitl v insolvenci a na jeho majetek byl vyhlášen konkurs. K obnovení provozu podniku došlo 1. listopadu 2013.
K roku 2015 firma dlužila 278 věřitelům téměř miliardu korun. K roku 2019 probíhalo splácení pohledávek. K prosinci roku 2019 papírny dlužily 250 věřitelům 893 000 000 korun.
K roku 2021 papírny zaměstnávaly na 200 zaměstnanců. Orientují se na bariérové a balicí papíry pro nadnárodní internetové obchody, potravinářský průmysl či řetězce rychlého občerstvení.
V červnu 2025 oznámila insolvenční správkyně, že k ukončení provozu společnosti dojde nejdříve 30. června 2025 a nejpozději 30. září 2025.

## Ocenění
- Řád Republiky pro kolektiv pracujících národního podniku Jihočeské papírny, Závod Rudého práva, Větřní, 1961[31]
- Řád Práce pro kolektiv pracujících národního podniku Jihočeské papírny, Přibyslavice, 1964[32]

- Řád Vítězného února pro kolektiv pracujících Jihočeských papíren, Závod Rudého práva, Větřní, 1973[33]
- Vyznamenání Za zásluhy o výstavbu pro kolektiv pracovníků papírenského stroje ROTO, Závod Rudého práva, n. p., Větřní, 1957[34]
- Vyznamenání Za zásluhy o výstavbu pro kolektiv pracovníků papírenského stroje ROTO, Závod Rudého práva, n. p., Větřní, 1978
- Vyznamenání Za zásluhy o výstavbu pro kolektiv pracovníků národního podniku Jihočeské papírny, závod Českobudějovické papírny, České Budějovice, 1980[34]